# Ceriana fulvescens
Ceriana fulvescens är en tvåvingeart som först beskrevs av Enrico Adelelmo Brunetti 1915.  Ceriana fulvescens ingår i släktet griffelblomflugor, och familjen blomflugor. Inga underarter finns listade i Catalogue of Life.